# 알렉산더 지쿠
알렉산더 콰베나 바이두 지쿠(영어: Alexander Kwabena Baidoo Djiku, 1994년 8월 9일 ~ )는 쉬페르리그 클럽 페네르바흐체에서 센터백으로 활약하는 가나의 프로 축구 선수이다. 프랑스에서 태어난 그는 가나 국가대표팀에서 활약하고 있다.

## 구단 경력

### 바스티아
지쿠는 바스티아에서 유소년 경력을 보냈다. 그는 2014년까지 리저브 팀에서 뛰었다. 그는 2013년 12월 18일, 토농 에비앙과의 쿠프 드 라 리그 경기에서 데뷔했다. 2014년 12월 3일, 그는 에비앙과의 경기에서 리그 1 데뷔 전을 치렀다.

### 캉
2017년 7월 11일, 지쿠는 4년 계약으로 리그 1의 캉에 합류했고, 캉은 바이아웃을 위해 200만 유로를 지불했다. 2017년 8월 5일, 그는 리그 1에서 몽펠리에를 상대로 팀 데뷔 전을 치렀다.

### 스트라스부르
2019년 7월, 그는 같은 리그 1 클럽 스트라스부르에 450만 유로에 영입되어 4년 계약을 체결했다. 그는 2017년 7월 25일, 마카비 하이파를 상대로 한 UEFA 유로파리그 경기에서 3-1로 승리하며 대륙 데뷔 전을 치렀다.

### 페네르바흐체
2023년 7월 10일, 지쿠는 자유 이적을 위해 쉬페르리그의 페네르바흐체와 3년 계약을 체결했다. 첫 해에는 필드에서 더 많은 책임을 지는 주요 선수 중 한 명이 되었다.
그는 2023년 9월 28일, 바샥셰히르를 상대로 페네르바흐체에서 첫 골을 넣으며 4-0 승리를 이끌었다.

## 국가대표팀 경력
지쿠는 가나와 프랑스 혈통이다. 그는 2020년 10월 9일, 말리와의 친선 경기에서 3-0으로 패한 경기에서 가나 국가대표팀으로 데뷔했다. 그는 2020년 10월 12일, 카타르와의 경기에서 가나 국가대표팀의 두 번째 경기를 치렀고, 이 경기에서 깊은 인상을 남겼다. 지쿠의 세 번째 경기는 가나의 새로운 감독이 짐바브웨와의 2022년 FIFA 월드컵 예선 전에 선발 출전할 기회를 얻었을 때 이루어졌으며, 가나는 3-1로 승리했다.
그는 카메룬에서 열린 2021년 아프리카 네이션스컵에서 가나 국가대표팀의 일원이었으며, 2022년 1월 18일, 코모로를 상대로 첫 골을 넣었다.
2022년, 지쿠는 카타르에서 열린 2022년 FIFA 월드컵에 출전했다. 이 대회에서 그는 포르투갈과 대한민국
과의 경기에 출전했다.
2023년 12월 31일, 그는 크리스 휴턴이 선정한 2023년 아프리카 네이션스컵에 출전할 가나 선수 27명 중에서 선발되었다.

## 사생활
지쿠는 헬리 지쿠와 결혼했다. 두 사람에게는 웨슬리와 엘리아나라는 두 자녀가 있다.